# Ros Beiaard (Appels)

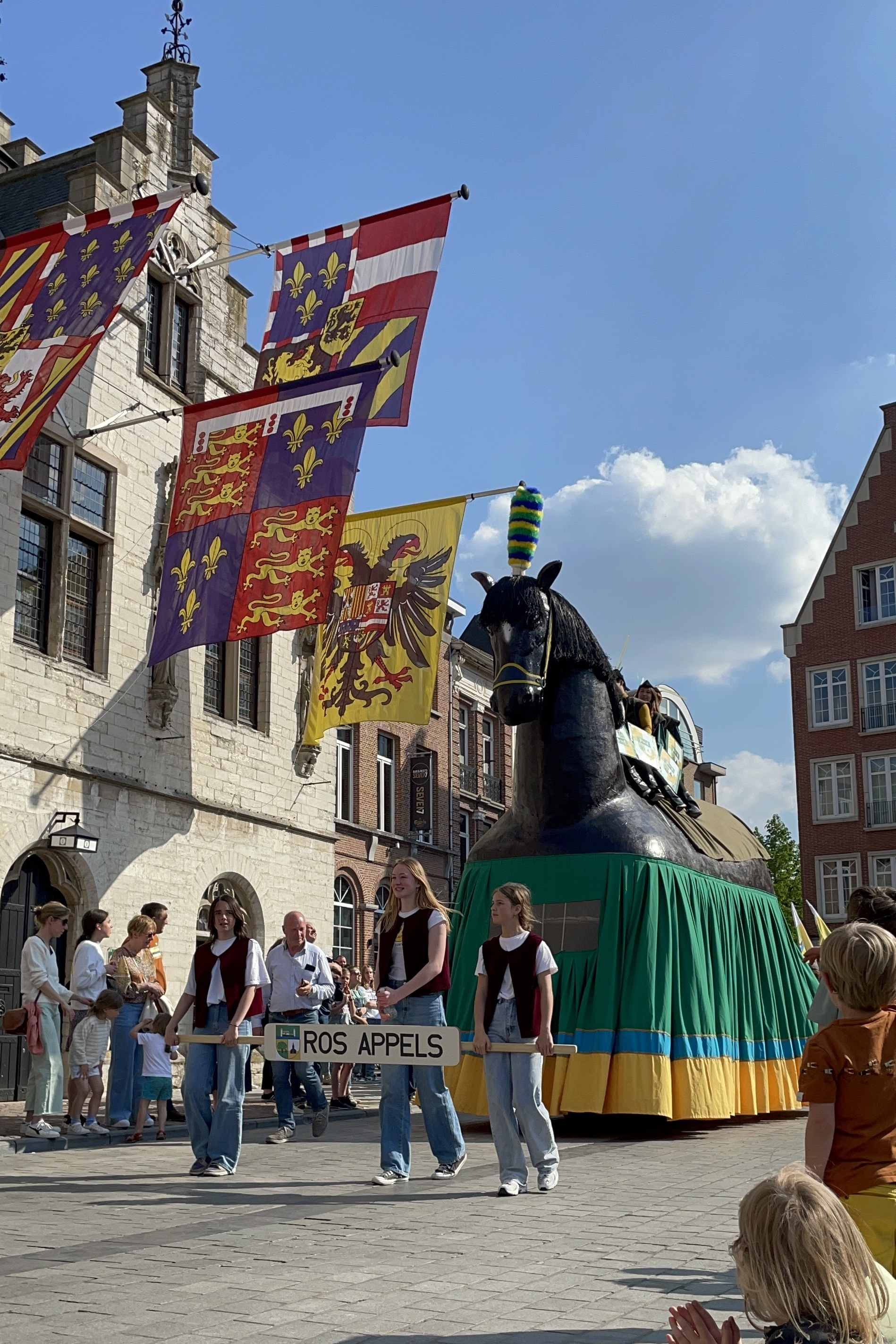
Peird van Appels op Grote Markt van Dendermonde

Het Ros Beiaard van Appels, lokaal ookwel Peird van Appels of Ros Appels genoemd, is een folkloristisch, donkerbruin paard, dat zijn oorsprong vindt in de sage van de Vier Heemskinderen. Het gaat jaarlijks uit in een folkloristisch ommegang te Appels.

## Jaren 1970
De eerste verschijning van het Ros Beiaard van Appels vond plaats in 1970 tijdens een folkloristische stoet die georganiseerd werd ter gelegenheid van de inhuldiging van de echostraat. Dit rosbeiaardpaard dat toen de naam Ros Beyaert droeg was te zien in de uitzending van het BRT-programma Echo waaraan de desbetreffende straat gewijd was.

## Ommegangen en stoeten
Het Ros Beiaard van Appels speelt de hoofdrol in de ommegang die jaarlijks door de straten van Appels trekt op de zondag voor 21 juli, de Belgische nationale feestdag. Het wordt daarbij voorafgegaan door drie reuzen genaamd Miss Paling, Posschier en Reus Jonny. Uitzonderlijk verlaat het ook zijn eigen dorp; In april 2022 was het te zien in de Rosse Buurtenstoet te Dendermonde. In augustus van dat jaar nam het deel aan de reuzenstoet in Grembergen.

## Restauratie
In 2022 en 2023 werd het Ros Beiaard van Appels vernieuwd. Daarbij werd onder andere gebruikgemaakt van restanten van het Ros Oogappel, een rosbeiaardpaard dat door de lokale basisschool in 2010 gebruikt was maar sindsdien door verwaarlozing in verval was geraakt. Het nieuwe Ros Beiaard kreeg ook een kleed in de kleuren van de nieuwe Appelse vlag.